# ANEK Lines
ANEK Lines (en grec moderne : Ανώνυμη Ναυτιλιακή Εταιρεία Κρήτης / Anónymi Naftiliakí Etería Krítis) est une importante compagnie de navigation maritime grecque assurant le transport de passagers, de véhicules et de fret en car-ferry en mer Égée entre Le Pirée, la Crète, les Cyclades et le Dodécanèse, ainsi qu'en mer Adriatique entre la Grèce et l'Italie. Fondée en 1967 à la suite de la volonté du peuple crétois d'avoir la maîtrise de ses transports maritimes, la compagnie commence ses activités en 1970 entre la Crète et Le Pirée.

## Histoire

### Origines
Le 8 décembre 1966, le naufrage meurtrier du ferry Heraklion entre La Canée et Le Pirée, dû à une série de violations des normes de sécurité, provoque l'émoi et la colère à travers toute la Crète. Cette catastrophe ayant entraîné la mort de 241 personnes, la population crétoise se soulève alors contre le gouvernement grec et la compagnie Typaldos qui exploitait le navire.
C'est dans ce climat de tension qu'Irineos Galanakis, évêque de Kastelli, suggère la création d'un armement maritime crétois qui assurerait le transport des résidents de l'île ainsi que des visiteurs dans le strict respect des normes de sécurité, son projet est alors soutenu par l'association des économistes de la région de La Canée. C'est ainsi qu'en 1967, une centaine d'entrepreneurs crétois investissent et créent le 10 avril la compagnie ANEK Lines, abréviation de « Anonymi Naftiliaki Eteria Kritis » signifiant en français « Société maritime anonyme crétoise ». Le financement de la compagnie, provenant exclusivement de Crète, est assuré par la vente de 356 000 actions, d'une valeur aujourd'hui équivalente à 25 euros, à plus 5 000 crétois.
La compagnie créée, ses dirigeants se mettent en quête d'un navire et font en 1968 l'acquisition du Wirakel, cargo finlandais de 154 mètres mis en service en 1953. Rebaptisé Kydon, le navire est conduit à Perama afin d'être converti en car-ferry d'une capacité de 860 passagers et une centaine de véhicules.

### 1970 - 1990
Les activités de ANEK Lines débutent en 1970 avec la mise en service du Kydon entre Le Pirée et La Canée. Entièrement reconstruit et adapté aux normes de sécurité internationales, le navire parvient à redonner confiance et satisfaction aux passagers. Devant le succès rencontré, ANEK Lines décide d'ouvrir une seconde ligne, cette fois-ci vers Héraklion. À l'occasion, la compagnie rachète deux navires de 130 mètres pratiquement neufs à la compagnie japonaise Central Ferry, les Central N°2 et Central N°5. Rebaptisés Candia et Rethimnon, ils entrent en service courant 1973 après quelques travaux de transformations portant leur capacité à 1 344 passagers et 350 véhicules.
En mai 1974, ANEK Lines doit faire face à l'arrivée de la compagnie Minoan Lines qui s'installe entre Le Pirée et Héraklion. Cette compagnie ouvrira en 1978 une ligne à destination de La Canée, ce à quoi ANEK Lines répond en faisant l'acquisition d'un navire supplémentaire, le car-ferry de 135 mètres Argo, provenant également du Japon, ce qui occasionnera là aussi des travaux d'adaptation aux normes occidentales ainsi que l'augmentation de sa capacité qui est portée à 2 000 passagers et 500 véhicules.

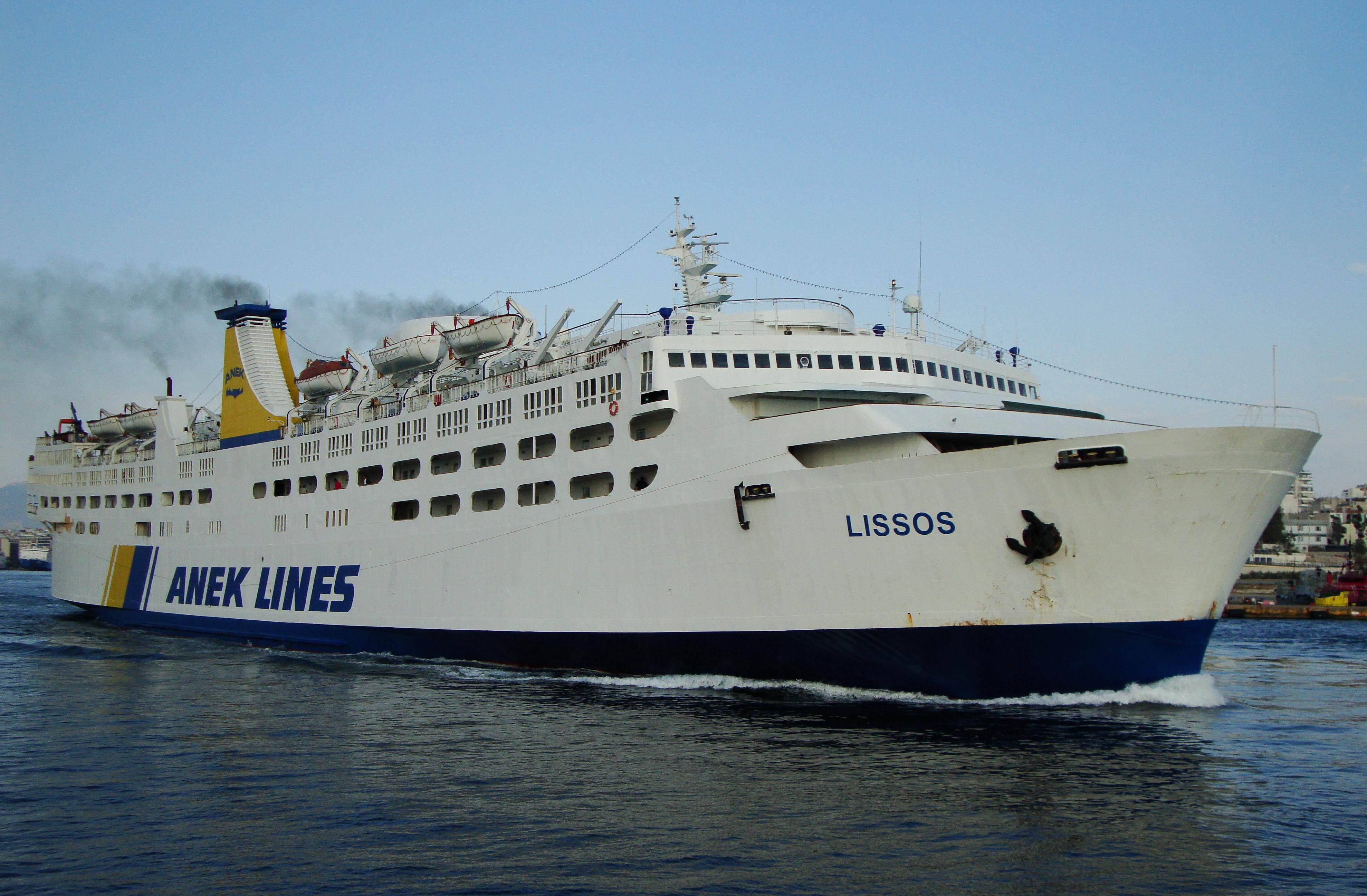
Le Lissos, mis en service en 1989 entre la Grèce et l'Italie.

En 1985 pour contrer l'arrivée du Festos de Minoan Lines, ANEK Lines met en service le Chania, ancien navire japonais de 140 mètres acheté à la compagnie Ōsaka Shosen Mitsu Senpaku. Profondément modifié avec une capacité portée à 1 550 passagers et 500 véhicules, il changera de nom en 1987 pour devenir l‘Aptera.
À la fin des années 1980, ANEK envisage de s'installer sur les lignes de la mer Adriatique entre la Grèce et l'Italie qui sont alors largement dominées par Minoan Lines depuis 1981. À cet effet, la compagnie fait l'acquisition en 1987 de deux imposants navires spécialement prévus pour cette desserte, le Varuna, car-ferry de 188 mètres acheté à la compagnie japonaise Higashi Nihon Ferry et le Ferry Hamanasu, mesurant 160 mètres et acquis auprès de la compagnie Shin Nihonkai Ferry. Rebaptisés respectivement Lato et Lissos, tous deux connaissent d'importantes modifications aux chantiers de Perama qui dureront près de deux ans. Une fois les travaux achevés en 1989, les deux car-ferries inaugurent les services d'ANEK Lines en mer Adriatique entre Patras, Igoumenitsa, Corfou et Ancône,.

### 1990 - 2000

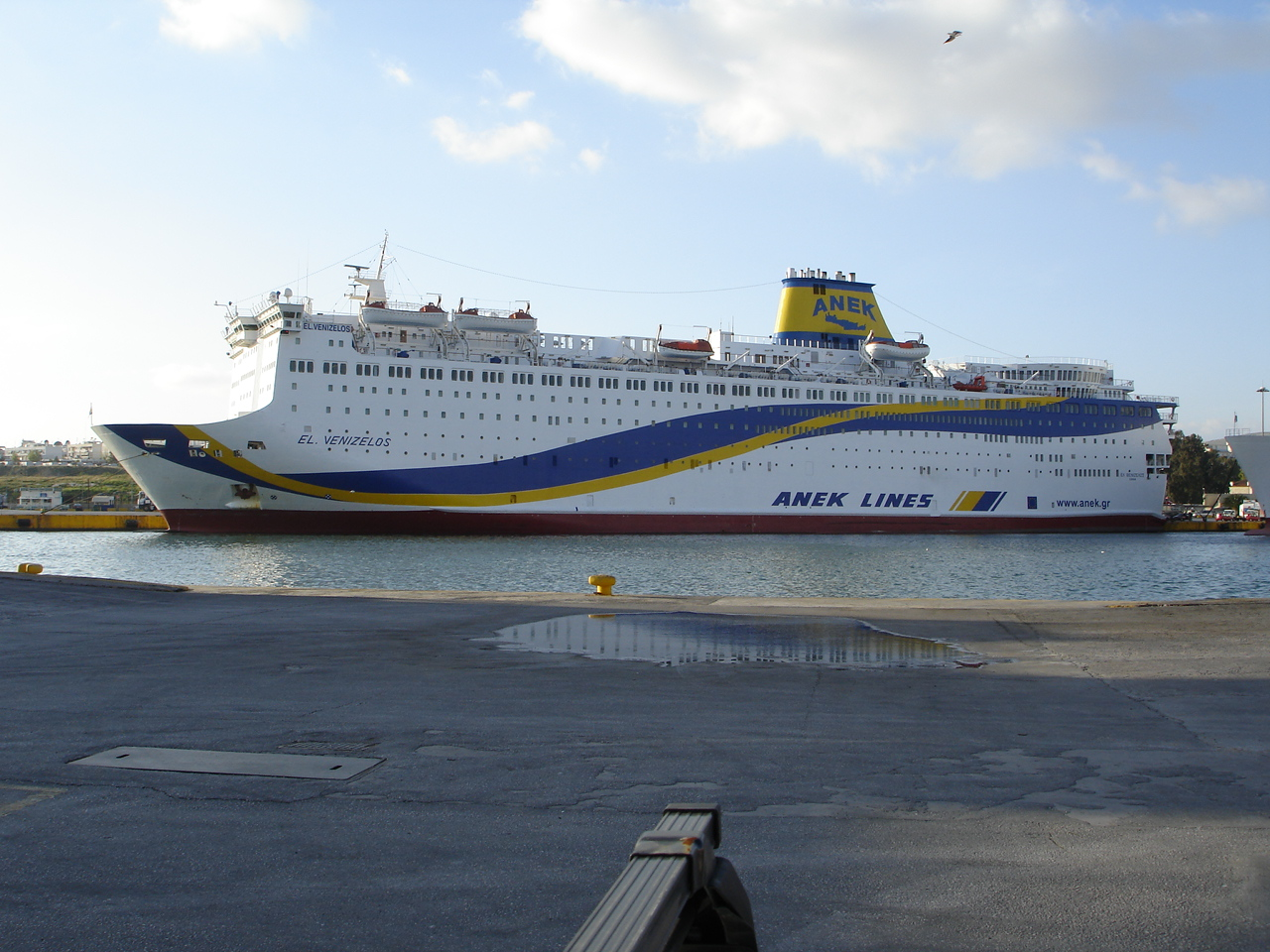
L‘El. Venizelos, plus grand car-ferry de la Méditerranée à sa mise en service en 1992.

Dès son arrivée sur les lignes de l'Adriatique, ANEK Lines doit là aussi se frotter à la concurrence que lui mène Minoan Lines. L'émulation entre les deux compagnies apparaît là bien plus forte que sur les lignes de la Crète. Ainsi, afin de faire face à la mise en service de deux nouvelles unités par sa rivale, dont l'un n'est autre que le sister-ship du Lato, ANEK renforce ses moyens. En 1991 la compagnie met en service le Kydon, car-ferry de 137 mètres acheté à la compagnie japonaise Kurushima Dock, nommé ainsi d'après le premier navire de l'armement, qui a quitté la flotte en 1989.
Mais le coup de maitre d'ANEK Lines intervient en 1992 lorsque la compagnie met en service le gigantesque car-ferry El. Venizelos, navire de 175 mètres jaugeant 38 000 UMS et capable de transporter 2 500 passagers et 850 véhicules. Construit en Pologne et lancé en 1984, ce navire devait, à l'origine, être exploité par la compagnie suédoise Stena Line qui a finalement décidé d'annuler le contrat de construction en raison d'un important retard pris dans les finitions. Vendue tout d'abord à l'armateur Fred. Olsen & Co. en 1988, la coque sera finalement acquise l'année suivante par ANEK Lines qui la fera achever à Perama. Terminé en 1992, l‘El. Venizelos est alors le plus grand ferry de la Méditerranée et le restera jusqu'en 1996.
Avec les conflits faisant rage en Yougoslavie dans les années 1990, le trafic des passagers mais surtout du fret connaît alors une hausse sans précédent en raison de l'impossibilité de se déplacer dans les zones impactées. Ce contexte favorisera l'arrivée d'un troisième concurrent qui va révolutionner la desserte de l'Adriatique. La compagnie Superfast Ferries et ses ferries rapides de dernière génération combinant de grandes vitesses ainsi que des dimensions et une capacité élevée, va alors chambouler les lignes Grèce - Italie et s'implanter sur ce marché dès son arrivée, en 1995. Minoan Lines suivra également en s'engageant dans la course à la vitesse dès 1997, évinçant de ce fait ANEK Lines qui tardera à prendre ce virage.

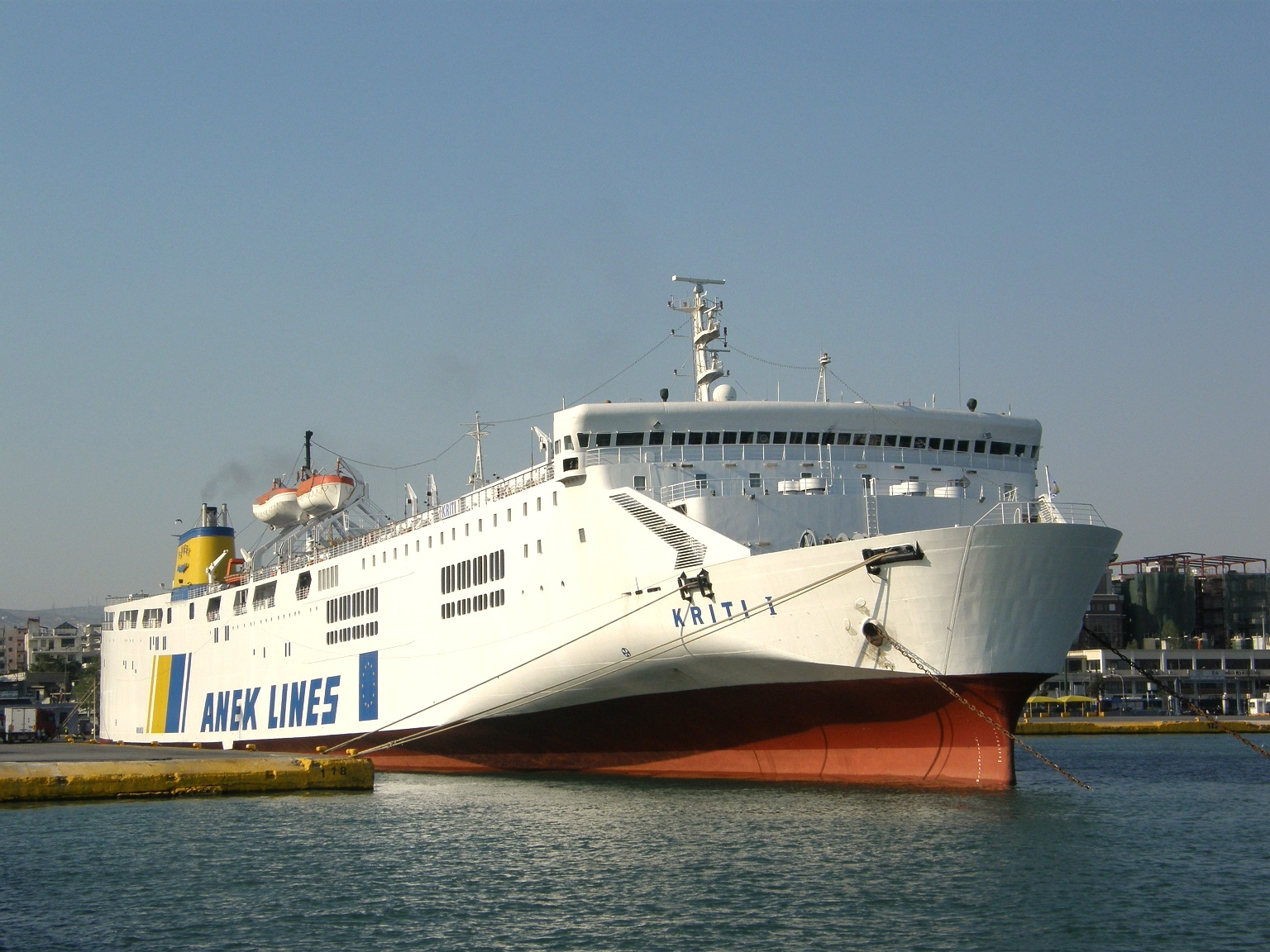
Le Kriti I, mis en service en 1997.

La compagnie crétoise renouvelle néanmoins sa flotte en 1997 en rachetant les car-ferries jumeaux New Suzuran et New Yūkari à la compagnie japonaise Shin Nihonkai Ferry. Malgré une longueur de 191 mètres et une capacité de 1 600 passagers pour 600 véhicules, les nouveaux Kriti I et Kriti II affichent cependant des performances moindres au regard des navires de Superfast et de Minoan Lines, en particulier sur le plan de la vitesse. Afin de se maintenir au niveau de ses concurrents, ANEK Lines finira par commander à la fin des années 1990 une paire de navires rapides aux chantiers suédois Bruce Shipyard, qui a réalisé quelques années plus tôt les navires de Minoan Lines. Il s'agit alors de la première commande de navires neufs passée par ANEK Lines.

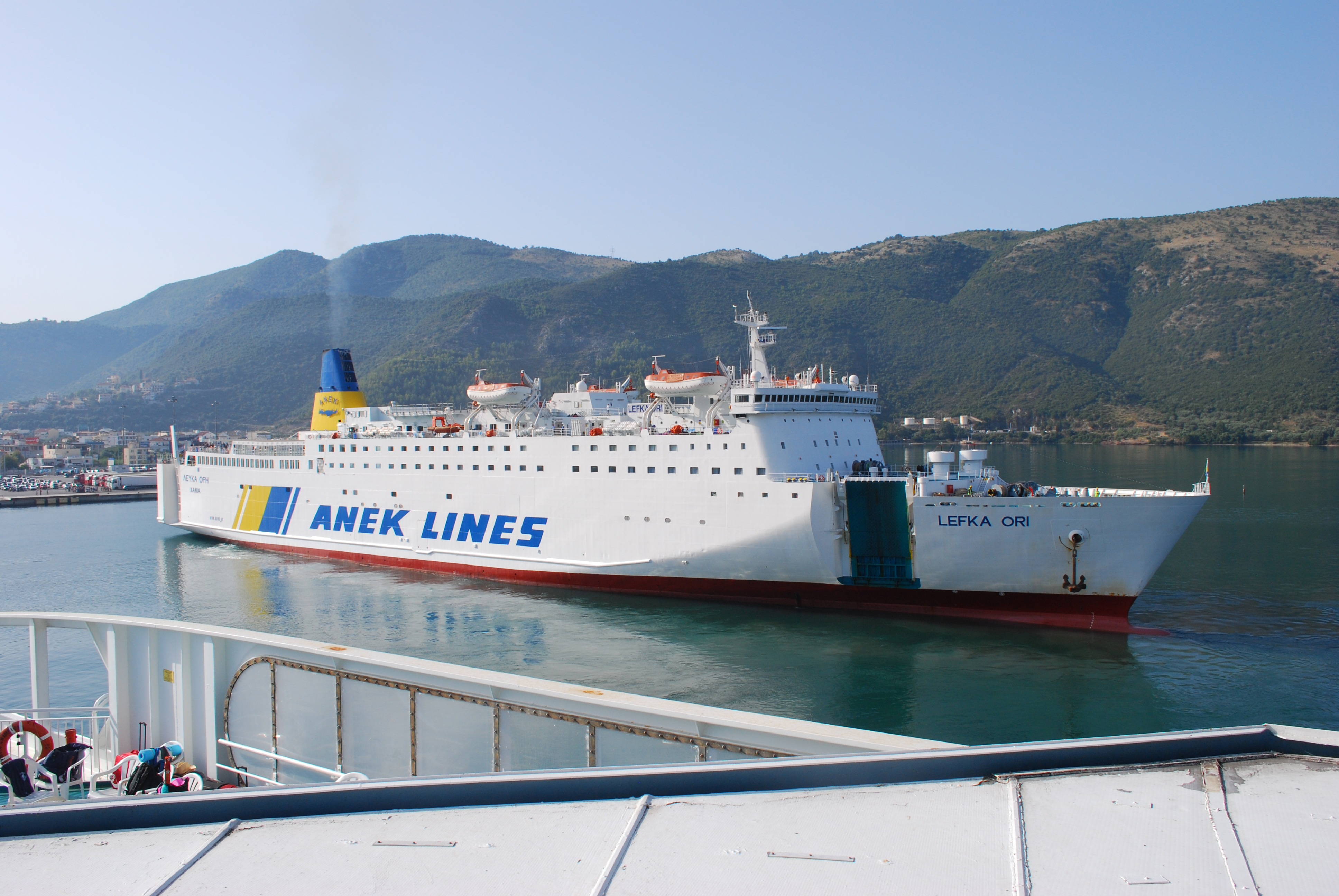
Le Lefka Ori, mis en service en 2000.

Durant les dernières années de la décennie 1990, ANEK Lines réalise diverses opérations économiques. Dans un premier temps, la compagnie est introduite à la bourse d'Athènes en 1998, à l'instar de Minoan Lines. Grâce à cette augmentation du capital, ANEK absorbe en 1999 la compagnie Rethymniaki Naftiliaki Touristiki et reprend l'exploitation des lignes depuis Rethymnon, assurée par les deux navires Prevelis et Arkadi qui passent sous ses couleurs d'ANEK Lines. La compagnie crétoise acquiert aussi cette année-là 16,5 % du capital de NEL Lines compagnie basée sur l'île de Lesbos, ainsi que 50% de la société LANE Lines à qui elle concède le ferry Talos.
Enfin la compagnie rachète, entre 1998 et 1999, deux car-ferries jumeaux de la compagnie japonaise Highashi Nihon Ferry qui rencontre alors des difficultés financières. Rebaptisés Sophocles V et Lefka Ori, ces navires de 192 mètres seront mis en service en 2000 sur les lignes de l'Adriatique après avoir été transformés pour accueillir 1 600 passagers et 1 100 véhicules. Ils remplacent au sein de la flotte les vieux sister-ships Candia et Rethimnon.

### Depuis 2000

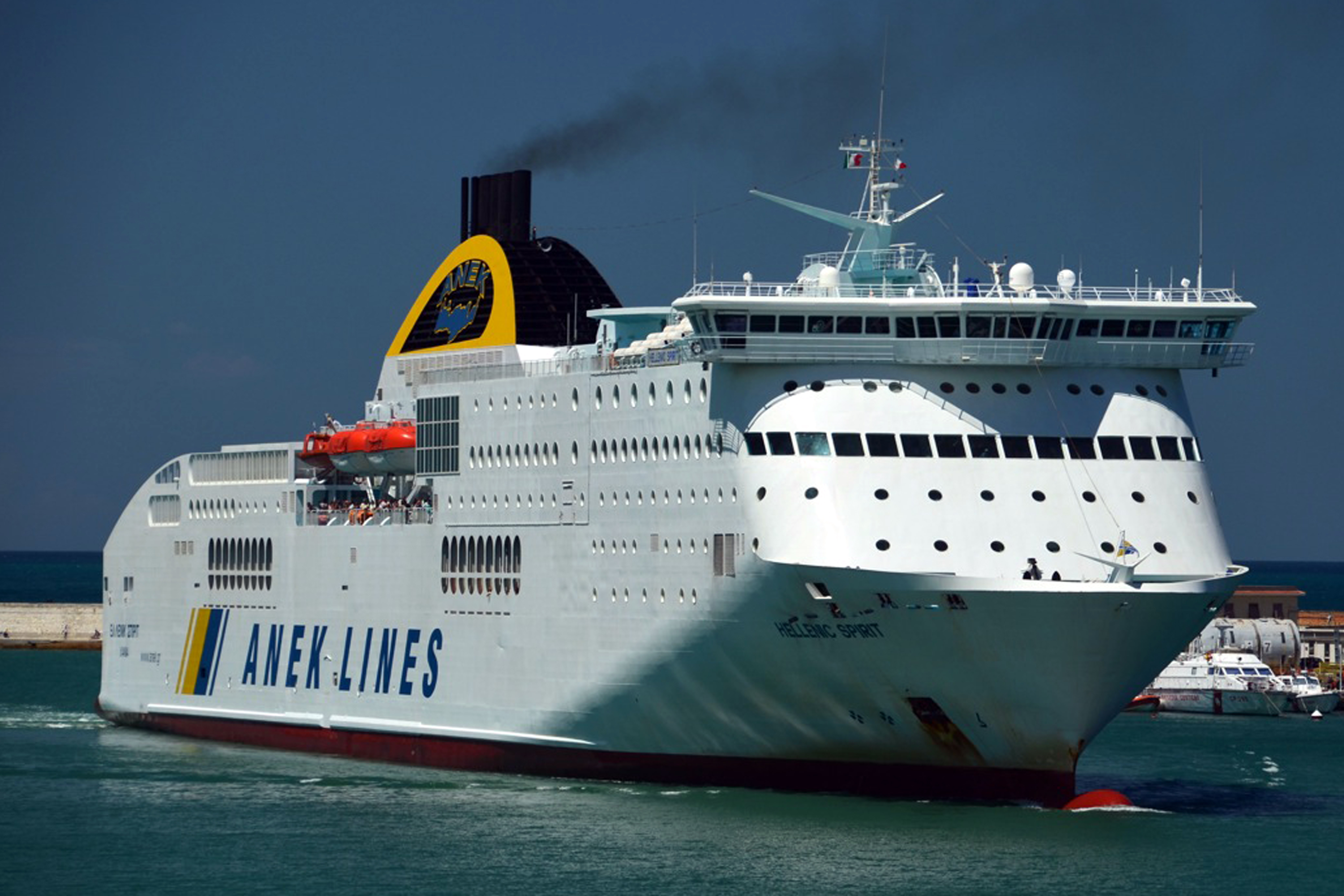
L‘Hellenic Spirit, l'un des deux ferries rapides, mis en service en 2001.

Au mois de novembre 2000, ANEK Lines réceptionne l‘Olympic Champion, premier des deux navires rapides commandés par la compagnie. Avec une longueur de 204 mètres et des vitesses avoisinant les 30 nœuds, il rivalise directement avec ses concurrents sur les lignes Grèce - Italie. Il sera rejoint en mai 2001 par son sister-ship l‘Hellenic Spirit. Ces navires remplacent alors le Kriti I, le Kriti II et l‘El. Venizelos qui sont transférés sur les lignes de la Crète. Mais ce dernier étant surnuméraire, il est affrété chaque été par divers armateurs, en particulier la Compagnie tunisienne de navigation (CTN) qui l'emploie durant les saisons estivales de 2004 à 2011.
À partir des années 2000, la compagnie cherchera à développer davantage son offre de transport de fret en créant la filiale ANEK Cargo qui affrètera successivement des rouliers ainsi que des navires mixtes sur de courtes périodes. En 2005, une ligne entre Patras, Igoumenitsa et Venise est ouverte dans l'Adriatique.

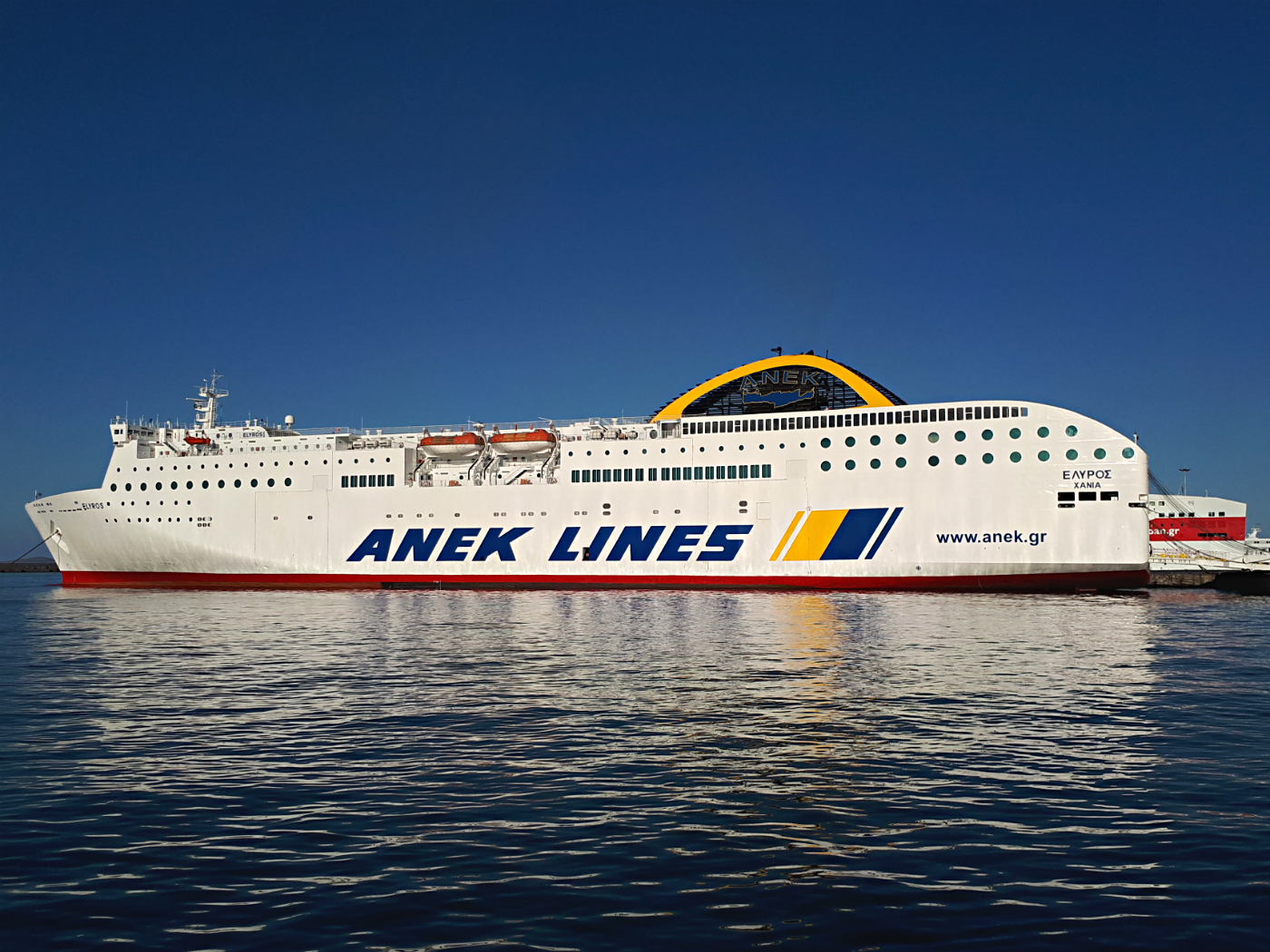
L‘Elyros bénéficiera d'importantes transformations visant à augmenter son confort et sa capacité.

L'armateur crétois renouvelle également sa flotte en 2008 avec l'arrivée du ferry Elyros, navire de 192 mètres acheté à la compagnie Higashi Nihon Ferry et entièrement reconstruit aux chantiers de Perama. Avec une nouvelle capacité de 1 874 passagers et 620 véhicules, il remplace le Lissos sur les lignes vers la Crète, permettant de déplacer ce dernier sur une ligne entre Le Pirée, Lesbos, Chios et Thessalonique jusqu'à son retrait du service en 2011.
Dans les années 2010, ANEK Lines, à l'instar des autres compagnies grecques, est touchée par la crise frappant les lignes maritimes en mer Égée et en mer Adriatique. Ainsi, en 2012, les sister-ships Sophocles V. et Lefka Ori sont retirés du service et proposés à l'affrètement. Le Lefka Ori sera finalement revendu en 2015 à la compagnie Blue Star Ferries tandis que le Sophocles V., rebaptisé Kydon, retournera brièvement sur les lignes d'ANEK avant d'être affrété dans les Caraïbes à partir de 2017. L‘Elyros connaîtra un emploi similaire et sera affrété chaque été par la compagnie algérienne Algérie Ferries à partir de 2015.
Durant l'été 2014, Le Lato et l‘Elyros sont mis à disposition des autorités afin d'héberger le gouvernement libyen durant la deuxième guerre civile libyenne. À l'issue de cette mission, le Lato quittera la flotte.
L'année 2014 voit également l'incendie du navire mixte Norman Atlantic le 28 décembre. Le navire, affrété par ANEK Lines, s'est embrasé à la suite d'un départ de feu au niveau des ponts garages alors qu'il se trouvait au large de l'Albanie, aboutissant à un bilan de 9 morts et de 16 disparus.
En 2018, ANEK Lines et Superfast Ferries établissent un partenariat pour la commercialisation en commun de leurs services entre la Grèce et l'Italie.
En décembre 2023, elle rejoint Attica group.

## Lignes desservies

### Mer Égée

#### Continent -Crète
| Ligne                | Navires                 |
| -------------------- | ----------------------- |
| Le Pirée - La Canée  | Elyros et El. Venizelos |
| Le Pirée - Héraklion | Kissamos et Asterion II |

## Flotte

### Flotte actuelle
Au 20 janvier 2025, la flotte d'ANEK Lines est composée de cinq navires.
| Navire      | Pavillon | Type  | Construction | Entrée en flotte | Tonnage    | Longueur | Largeur | Passagers | Véhicules | Vitesse  | Statut     |
| ----------- | -------- | ----- | ------------ | ---------------- | ---------- | -------- | ------- | --------- | --------- | -------- | ---------- |
| Elyros      |          | Ferry | 1998         | 2007             | 32 623 UMS | 192 m    | 27 m    | 1 874     | 620       | 22 nœuds | En service |
| Asterion II |          | Ferry | 1991         | 2018             | 31 084 UMS | 192,50 m | 27 m    | 1 020     | 840       | 24 nœuds | En service |
| Kissamos    |          | Ferry | 1992         | 2024             | 29 992 UMS | 192 m    | 27 m    | 1 780     | 780       | 26 nœuds | En service |
| Prevelis    |          | Ferry | 1980         | 2000             | 15 354 UMS | 142,47 m | 23,50 m | 1 600     | 450       | 20 nœuds | Désarmé    |

### Navires affrétés
En 2025, ANEK Lines frète deux de ses navires à d'autres armateurs.
| Navire        | Pavillon | Type  | Construction | Entrée en flotte | Période d'affrètement | Affréteur          | Tonnage    | Longueur | Largeur | Passagers | Véhicules | Vitesse  | Statut     |
| ------------- | -------- | ----- | ------------ | ---------------- | --------------------- | ------------------ | ---------- | -------- | ------- | --------- | --------- | -------- | ---------- |
| El. Venizelos |          | Ferry | 1992         | 1992             | Depuis 2025           | Algérie Ferries    | 38 261 UMS | 175,40 m | 28,50 m | 2 500     | 850       | 22 nœuds | En service |
| Kydon         |          | Ferry | 1990         | 1999             | Depuis 2017           | Ferries del Caribe | 29 378 UMS | 192 m    | 29 m    | 1 600     | 1 100     | 26 nœuds | En service |

### Anciens navires
| Navire           | Pavillon | Type         | Construction | Période   | Tonnage    | Longueur | Largeur | Passagers | Véhicules         | Vitesse    | Statut |
| ---------------- | -------- | ------------ | ------------ | --------- | ---------- | -------- | ------- | --------- | ----------------- | ---------- | --- |
| Zakros           |          | Cargo        | 1953         | 1977-1985 | 7 635 UMS  | 156,97 m | 19,56 m | -         | -                 | 13,5 nœuds | Démoli en 1985. |
| Kydon            |          | Ferry        | 1953         | 1968-1989 | 10 714 UMS | 153,95 m | 19,96 m | 860       | ?                 | 14 nœuds   | A terminé sa carrière sous le nom de City of Taranto. Démoli à Aliağa en 1998.                                                                               |
| Kriti            |          | Ferry        | 1972         | 1978-1996 | 11 334 UMS | 135,01 m | 22,03 m | 2 000     | 500               | 18 nœuds   | A terminé sa carrière pour la compagnie Hellas Ferries sous le nom de Express Aris. Démoli à Alang en 2004.                                                  |
| Talos            |          | Ferry        | 1975         | 1991-1999 | 12 891 UMS | 137,01 m | 22 m    | 1 300     | 400               | 21,5 nœuds | Navigue actuellement pour la compagnie grecque Kiara Maritime sous le nom de Aqua Blue.                                                                      |
| Candia           |          | Ferry        | 1971         | 1973-2000 | 7 291 UMS  | 129,75 m | 22,61 m | 1 344     | 350               | 19,5 nœuds | A terminé sa carrière aux Émirats arabes unis sous le nom de Jabal Ali 3. Démoli à Alang en 2008.                                                            |
| Rethimnon        |          | Ferry        | 1971         | 1973-2000 | 7 291 UMS  | 129,75 m | 22,61 m | 1 344     | 350               | 19,5 nœuds | A terminé sa carrière aux Émirats arabes unis sous le nom de Jabal Ali 2. Démoli à Alang en 2009.                                                            |
| Arkadi           |          | Ferry        | 1983         | 1999-2002 | 10 859 UMS | 123,07 m | 20,01 m | 1 275     | 320               | 17 nœuds   | Vendu en Arabie saoudite. Incendié puis coulé le 7 novembre 2011.                                                                                            |
| Aptera           |          | Ferry        | 1973         | 1985-2005 | 12 286 UMS | 140,87 m | 22,38 m | 1 550     | 500               | 21,5 nœuds | A terminé sa carrière sous le nom de Morning Shine. Démoli à Jiangyin en 2011.                                                                               |
| Jean Nicoli      |          | Navire mixte | 2002         | 2007      | 30 285 UMS | 203,90 m | 25,40 m | 717       | 480               | 28 nœuds   | Restitué à la SNCM au terme de son affrètement. |
| Ariadne          |          | Ferry        | 1996         | 2008-2009 | 30 882 UMS | 195,95 m | 27 m    | 2 050     | 560               | 24,9 nœuds | Restitué à Hellenic Seaways. |
| Lissos           |          | Ferry        | 1972         | 1987-2011 | 13 880 UMS | 162,03 m | 26,42 m | 1 600     | 600               | 21 nœuds   | Démoli à Alang en 2011. |
| Norman Atlantic  |          | Navire mixte | 2009         | 2014      | 26 904 UMS | 186 m    | 25,60 m | 850       | 195               | 24 nœuds   | Incendié le 28 décembre 2014 au large de l'Albanie. Démoli à Aliağa en 2019.                                                                                 |
| Lato             |          | Ferry        | 1975         | 1987-2016 | 15 404 UMS | 188,40 m | 23,98 m | 1 564     | 850               | 21,5 nœuds | Retiré de la flotte en 2016. Démoli à Aliağa en 2018. |
| Forza            |          | Navire mixte | 2010         | 2012-2016 | 24 950 UMS | 199,14 m | 26,60 m | 600       | 2 623 m linéaires | 24         | Restitué à son propriétaire au terme de son affrètement. Navigue actuellement pour Grandi Navi Veloci.                                                       |
| Asterion         |          | Navire mixte | 2007         | 2016-2018 | 26 500 UMS | 186,46 m | 25,60 m | 1 000     | 170               | 24 nœuds   | Restitué à son propriétaire au terme de son affrètement, navigue actuellement pour la compagnie néo-zélandaise Cook Strait Ferries sous le nom de Connemara. |
| Olympic Champion |          | Ferry rapide | 2000         | 2000-2024 | 32 694 UMS | 204 m    | 25,80 m | 1 850     | 654               | 27,5 nœuds | Transféré au sein de la flotte de Superfast Ferries. |
| Hellenic Spirit  |          | Ferry rapide | 2001         | 2001-2025 | 32 694 UMS | 204 m    | 25,80 m | 1 850     | 654               | 27,5 nœuds | Transféré au sein de la flotte de Superfast Ferries. |
| Kriti II         |          | Ferry        | 1979         | 1996-2025 | 27 239 UMS | 191,80 m | 29,44 m | 1 600     | 600               | 22,5 nœuds | Démoli à Aliağa en 2025. |
| Kriti I          |          | Ferry        | 1979         | 1996-2025 | 27 239 UMS | 191,80 m | 29,44 m | 1 600     | 600               | 22,5 nœuds | Démoli à Aliağa en 2025. |